# ニジェールの音楽

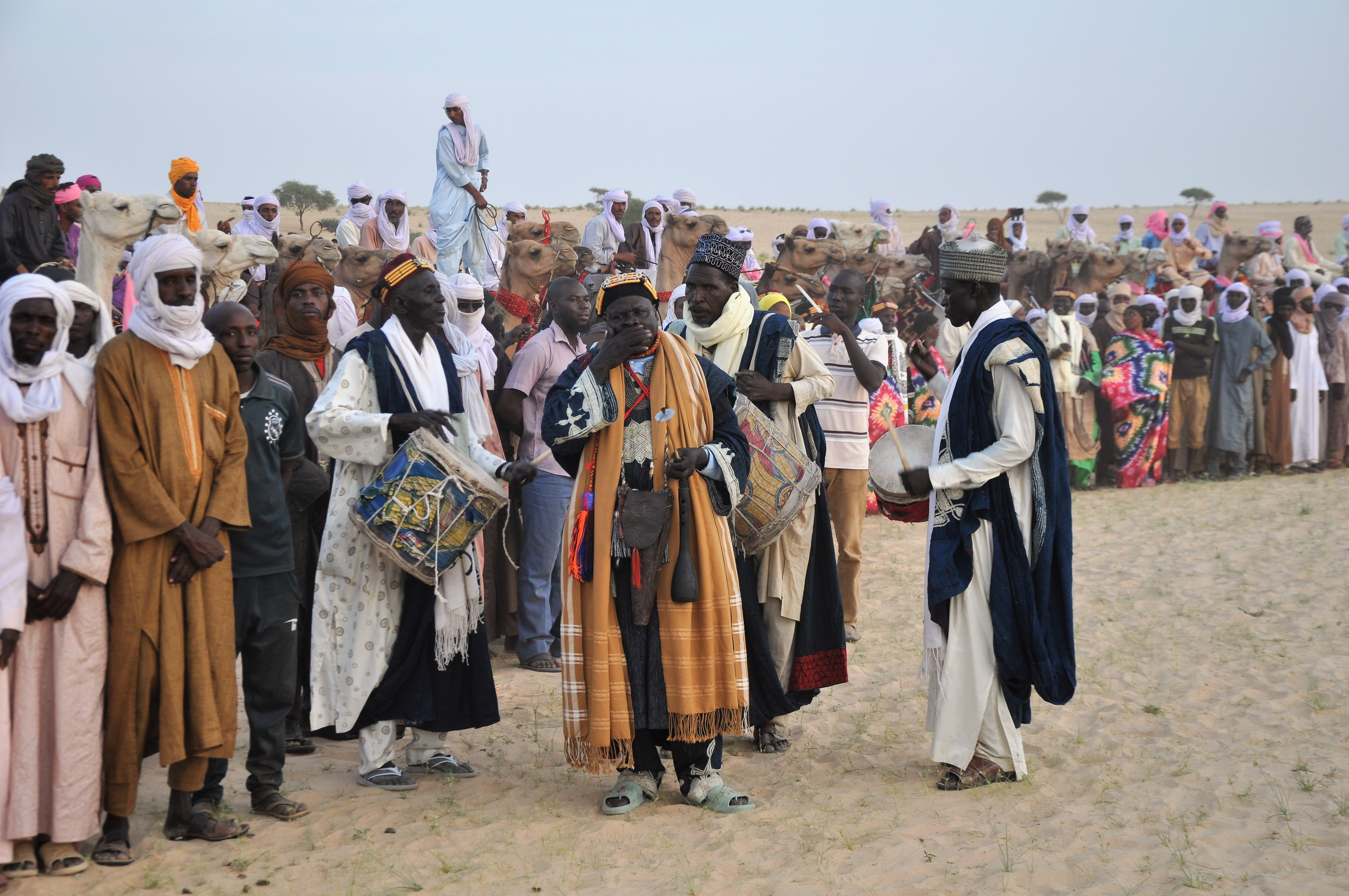
正式なセレモニーでの東望音楽家

ニジェールの音楽（ニジェールのおんがく、Music of Niger）は、さまざまな民族グループの音楽の伝統から発展してきた音楽。
ハウサ族、ザルマ族-ソンガイ族、トゥアレグ族、フラ・カヌリ族、トウボウ族、ディファ・アラブ族、グルマ族、チャド湖のブドゥマ族など。
ほとんどの伝統は、フランス領西アフリカではまったく独立して存在していたが、1960年代以降、スタイルの混合を形成し始めている。ニジェールのポピュラー音楽は (近隣のマリやナイジェリアの音楽と比較して) 国際的な注目を集めることはほとんどなかったが、伝統的で新しい音楽スタイルは1980年代の終わりから盛んになった。
国の人口の半分以上を占めるハウサ族は、ガンガ、アルガイタ (ショーム)、カカキ (トランペット) とともに、ガンガ、アルガイタ(ショーム)、カカキ(トランペット) を武術、国家、および冠婚葬祭などに利用する。これらの用途は、ジンダー南東部のダマガラムのスルタン国の権威を示すために大きなトランペットを儀式で使用することに代表される。
ニジェールの人口の20%以上がザルマ族であり、トゥアレグ族とフラニ族はどちらも21世紀初頭には約100万人で、それぞれ10%未満である。カヌリ族は4%強で、トウボウ族、ディファ族、およびグルマ族はすべて、それぞれ0.5%未満の小さな個体群である。
ザルマ族は、首都ニアメ周辺に生息しています。彼らは一般的にソロで、さまざまなリュート(xalamまたはmolo)、フルート、フィドルを演奏し、フラのように、カーストに基づく賛美の歌手やミュージシャンのグリオットの伝統を継承している。ソンガイ族の伝統音楽は、植民地時代後期と独立初期の広範な研究のトピックであった。
北部のトゥアレグ族は、拍手、チンド・ドラム(女性の歌)、一本弦のヴィオル(男性の歌) を伴う、男性と女性の両方によって歌われる、ロマンチックで形式張らない歌/口頭の愛の詩で知られている。
フラニ族とフラニの遊牧民の砂漠のサブグループであるウォダベは、手拍子、足踏み、鐘を鳴らしながらグループで歌を練習する。ウォダーベ・ゲネウォル・フェスティバルは、この反復的で催眠的で打楽器的な合唱の伝統の一例である。脚気も複雑なポリフォニーの歌で知られている。ニジェールの伝統音楽と楽器の全体像を理解するには、ニアメのCFPM タヤにある伝統楽器博物館を訪れると参考になる。ニジェールのすべての部族からのドラム、弦楽器、フルートの素晴らしいコレクションが展示されている。

## 現代ナイジェリア音楽

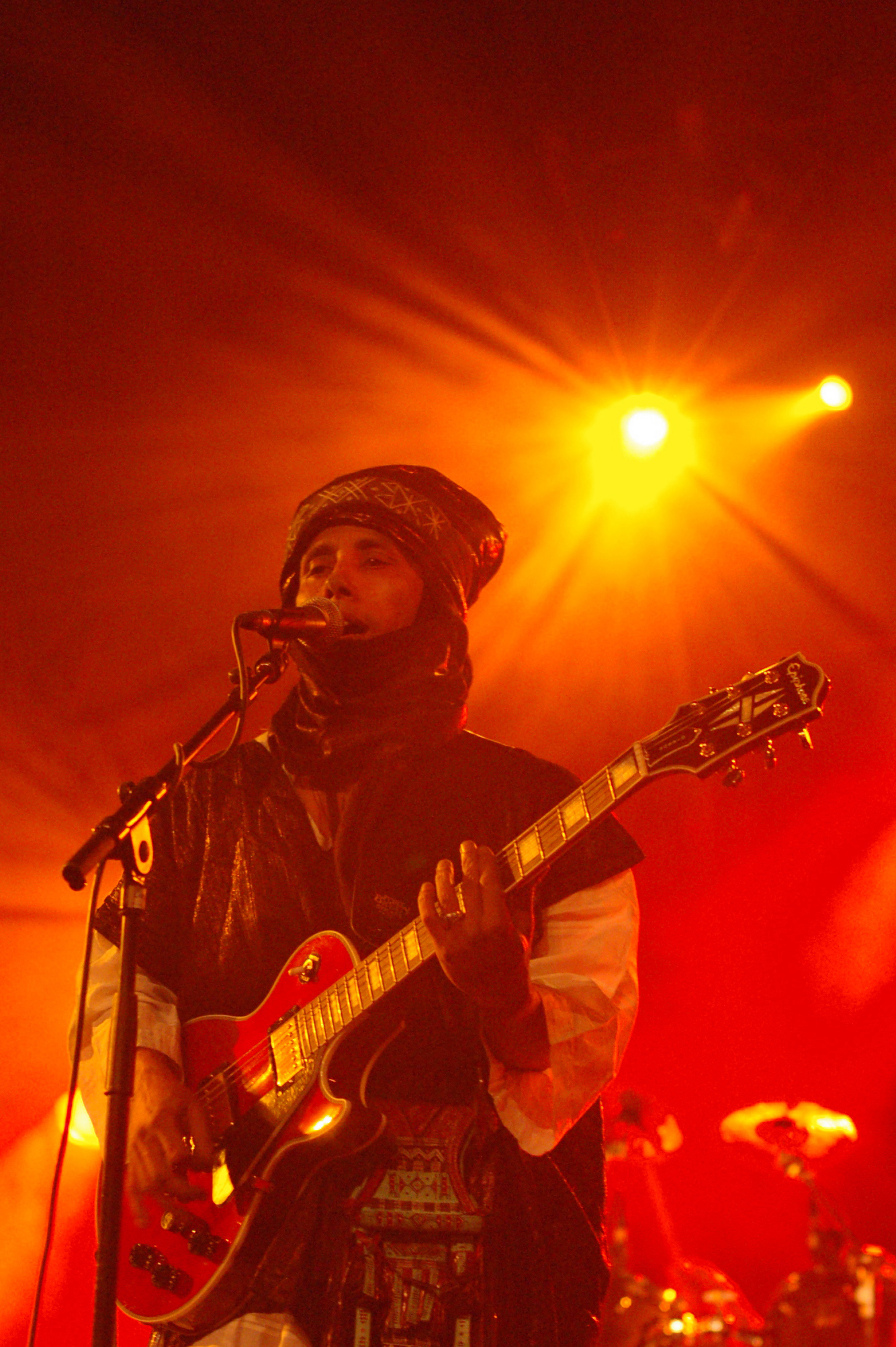
2007年に演奏するナイジェリアのトゥアレグ族のミュージシャン モウサ・アグ・ケイナ。

1987年にセイニ・クンチェが亡くなって以来、制限は緩和されているが、娯楽目的の音楽はナイジェリア政府によって容易に受け入れられていない。プリックス・ダン・グルモと呼ばれる競争の激しい音楽祭は、アラサンダンテのような人々が率いるこの国の音楽ルネッサンスを刺激するのに役立った。欧州開発基金からの助成金を利用して、このプロセスを促進する音楽トレーニングおよびプロモーション・センターが1990年に設立された。ミュージシャンは、国内外で名声を得るためにバンドを結成した。最も成功したのは、レゲエ歌手アダムス・ジュニア、サドゥ・ボリ、ファティ・マリコ、マムドゥ・アブドゥサラム、サニ・アブーサ、ジョン・ソファコレ、そしてヤクバ・モモウニ、ムーサ・プッシーによって結成されたタケダ・グループなど。
1990年代半ば、国際的に有名なレコード・プロデューサー、イブラヒマ・シッラがニアメを訪れ、ポウッシーとサードゥ・ボリと契約することとなった。彼はそれ以来、伝統的なソンガイ・スタイルとモダン・ジャズを組み合わせたおそらく国外で最も有名なナイジェリアのグループであるアダムス・ジュニアとママー・キャシーのレコードのリリースに参加した。
トゥアレグとウォダベのメンバーで構成されるバンド、エトラン・フィナタワ(伝統の星) は、2004年に砂漠のフェスティバルで結成された。 2004年から2015年にかけて、エトラン・フィナタワは世界中をツアーし、45 か国以上で公演を行った。
2008年以来、タル・ナショナルはニジェールで最も人気のある現代的なバンドである。彼らはニアメに拠点を置いている。彼らの2008年のアルバム『A-Na Waya』は、ニジェールでチャートのトップに達し、バンドに数多くの賞をもたらした。 2013年、彼らはファット・キャット・レコードとアルバム「カーニ」で世界的なレコード契約を結んだ。
2004年に結成された別の人気バンド、グルッペ・ソガは、10人のメンバー、5人の楽器奏者、3人の歌手、2人のダンサーで構成される音楽に伝統的な楽器と現代的な楽器を組み合わせた、人気のあるネオトラディショナルな音楽グループ。このグループは、ニアメで開催された第5回フランス語圏大会のニジェールの音楽大使であった。ソガは、巨匠ボンカナ・マイガの芸術的監督の下で録音された2枚のアルバムが存在する。

### 「トゥアレグ・ブルース」
『トゥアレグ・ブルース』は、おそらく最も国際的に知られているトゥアレグの音楽スタイルである。難民キャンプから1990年代のトゥアレグ暴動まで成長したトゥアレグ・ブルースは、特にマリのバンド、ティナリウェンによってヨーロッパに輸出された。ニジェール生まれのトゥアレグ・ブルースのアーティストには、レ・フィレス・デ・イリガダッド、アガデス出身の先駆的なギタリスト、アブダラ・ア・ウンバドゥグと彼のバンド、タクリスト・ナカル、ハッソ・アコティ、ティドート、アガデスのグループ・ボンビーノ、ムサ・ア・キーナのグループ、トゥーマスト、ムドゥ・モクター、パフォーマーのムーマ・ボブ、アガデスのアルハウセイニ・アニヴォラが含まれる。

### ニジェールのラップミュージック

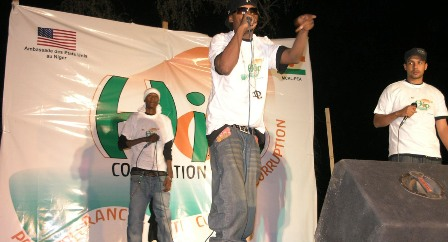
Black Dapsが 2009 年 1 月にニアメで演奏。

ニジェールで話されているさまざまな言語のメランジュであるニジェール・ラップは、1990年代の終わりに登場した。音楽はリラックスしてまろやかで、国内の多くの民族の伝統的な音楽スタイルの音と混ざり合っていない。それは興味深い社会学的現象に成長し、国内の大衆娯楽に期待されるものを拡大した。若者や不満を持つ人々は、二ジェーリアン・ラップを使用して、強制結婚、児童労働、汚職、貧困、その他の問題など、一般的な不満を表明している。
Rap Nigerien は、ユニセフの草の根文化プログラムにも自発的に出演した。これは、国内で大規模なパフォーマンスを行う数少ない手段の 1 つである。 2004年8月、ユニセフは「Scene Ouverte Rap」というコンペティションを開催し、300を超える参加者の中から45の新しいグループが選ばれた。コンテストの公演は、8月5日から14日までニジェールのフランコ文化センターで行われた。
多くのラップ・ニジェーリアンのアーティストがこのシーンから生まれ、活動を続けている。最もよく知られているのは、アウン、チャッキー、カイダン・ガスキャ、ワス・ウォンWass Wong・ドジョロ・G。その後、ハスキー・クラン、カミカゼ、ラス・イドリス、メタフォアなどの新しいグループが登場した。